# William Chalmers
William Chalmers (Gotemburgo, 13 de novembro de 1748 — Gårda, 3 de julho de 1811) foi um comerciante e maçon sueco dos séculos XVIII-XIX.
Fez uma fortuna através da sua participação na Companhia Sueca das Índias Orientais, e dos seus negócios com Cantão e Macau, na China.
Foi o fundador de uma escola para ”crianças pobres que soubessem ler e escrever”, que mais tarde se transformou na Universidade Técnica Chalmers.